# Гарна-Вила (Белуно)
Гарна-Вила (итал. Garna-Villa) је насеље у Италији у округу Белуно, региону Венето.
Према процени из 2011. у насељу је живело 428 становника. Насеље се налази на надморској висини од 592 м.